# حزام حماية من السقوط

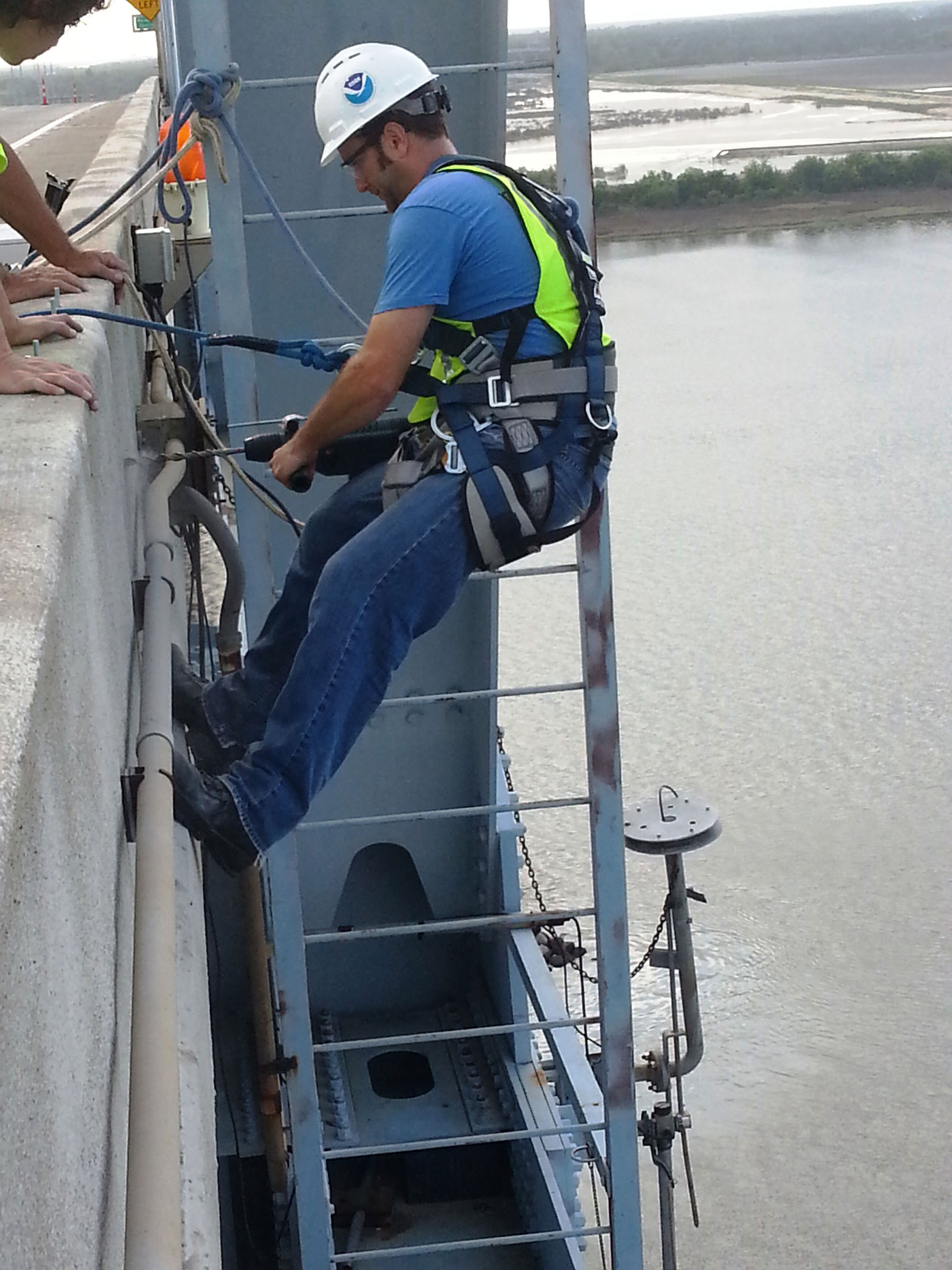

حزام حماية من السقوط هو نوع من معدات الحماية الشخصية المصممة لحماية شخص أو حيوان أو شيء من الإصابة أو الموت. الحزام هو مرفق بين عنصر ثابت وأخر متحرك وعادة ما يتم وعادة مايلحق الحزام بحبل أو كابل. يتم استخدام بعض أحزمة الحماية مع ممتص صدمات ، والذي يُستخدم لتنظيم التباطؤ عندما يصل الحبل إلى نهايته.
في أمريكا الشمالية، يتم استخدام هذا الحزام للحماية من السقوط من المرتفعات في الأنشطة الصناعية والبناء بمعايير أداء التصميم الصادرة عن ANSI المعهد الأمريكي للمعايير القومية في الولايات المتحدة و CSA (جمعية المعايير الكندية) في كندا.
يستخدم حزام الحماية من السقوط على سبيل المثال لا الحصر في أعمال التشييد والسقالات ووتنظيف النوافذ وتسلق الصخور.